# Mahovljani
Mahovljani (v srbské cyrilici Маховљани) jsou vesnice v Bosně a Hercegovině, nedaleko obce Laktaši, pod níž také administrativně spadá. Nachází se v rovinaté krajině dolního toku řeky Vrbas, mezi řekou samotnou a podhůřím Kozary. Vesnici tvoří shluky domů, které jsou rozmístěné po krajině bez jasně definovaného středu.
Vesnice je známá především tím, že se v její blízkosti nachází Letiště Banja Luka a dálniční křižovatka. V blízkosti obce byla rovněž odhalena nekropole náhrobních kamenů z přelomu 9. a 10. století.
V roce 2013 měly Mahovljani 1 015 obyvatel.